# Vrhnika
Vrhnika este un oraș din comuna Vrhnika, Slovenia, cu o populație de 7.520 de locuitori.